# PH-connector

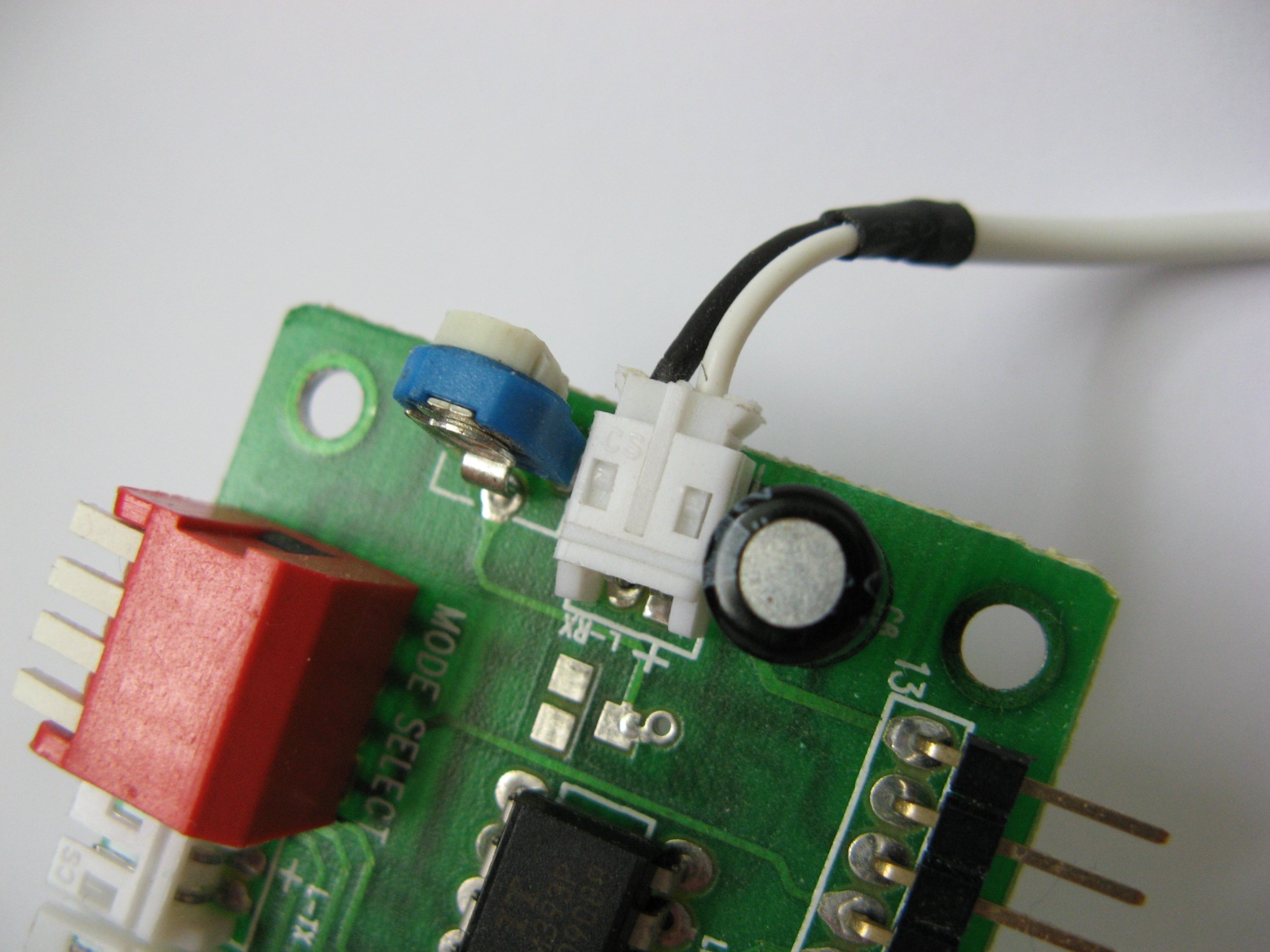
PH-connector-verbinding

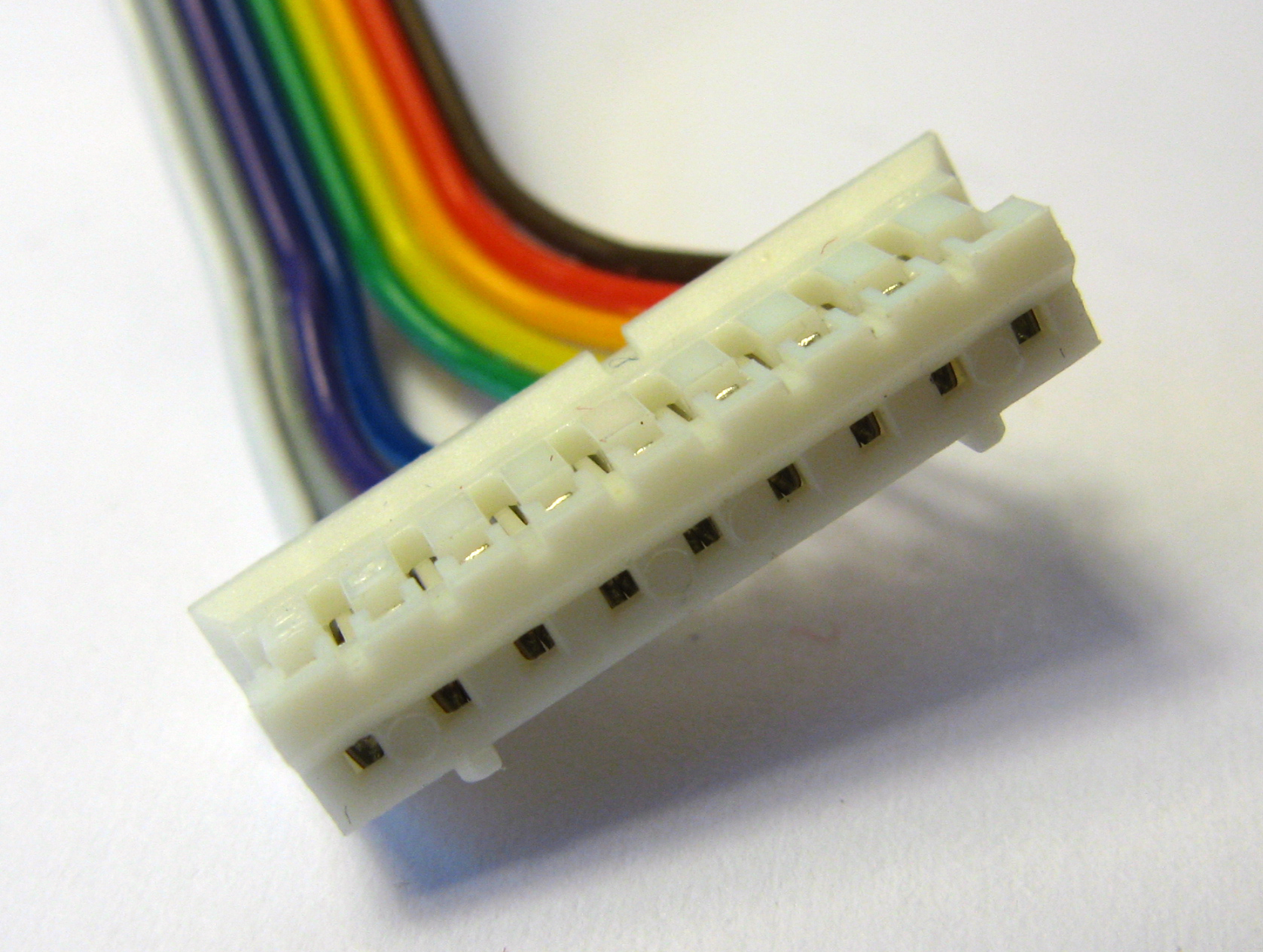
PH-connector-stekker

Een PH-connector is een onderdeel dat een elektrische verbinding maakt tussen een printplaat en een stroomdraad.
De connector bestaat uit twee delen, een stekkerdeel dat aan de stroomdraad wordt bevestigd, en een contrastekkerdeel, deze wordt aan de printplaat bevestigd.
Om de elektrische verbinding tot stand de brengen dient de stekker in de contrastekker te zijn bevestigd.

## Ontwikkeling
De PH-connector is ontwikkeld door JST, een Japans bedrijf dat meerdere connectoren heeft ontwikkeld.

## Toepassing
De PH-connector is een veelgebruikte connector voor het maken van elektrische verbindingen binnenin elektrische apparaten waarbij afzonderlijke printplaten met elkaar moeten worden verbonden.

## Specificaties
| Specificatie           | Waarde                  |
| ---------------------- | ----------------------- |
| Aantal polen           | variërend van 2 tot 16  |
| Hart-afstand           | 2 mm                    |
| Stroomsterkte          | maximaal 2 ampère       |
| Spanning               | maximaal 100 volt AC/DC |
| Toepassingstemperatuur | −25 °C tot +85 °C       |

## Variaties
Het contrastekkerdeel van de PH-connector is beschikbaar in twee types:
- Een "Through-hole"-versie waarbij de pinnen door de printplaat heen worden gestoken en aan de achterkant vast gesoldeerd.
- Een "SMT"-versie waarbij de contrastekker direct op het oppervlak van de printplaat wordt gesoldeerd voor het SMD-solderen.

Verder zijn er veel variaties van de PH-connector beschikbaar met afwijkende specificaties.